# Moose Creek (Bearpaw River)
Der Moose Creek (moose englisch für „Elch“, creek für „kleinerer Fluss“) ist ein etwa 110 km langer linker Nebenfluss des Bearpaw River in Zentral-Alaska (USA).

## Flusslauf
Der Moose Creek entspringt in einem Höhenkamm nördlich der Alaskakette, 4 km nördlich vom Eielson Visitor Center, auf einer Höhe von 1100 m. Der Moose Creek verläuft innerhalb des Denali-Nationalparks. Er fließt anfangs 5,5 km nach Südwesten. Anschließend umfließt der Moose Creek einen Höhenkamm in westnordwestlicher Richtung und fließt anschließend weitere 20 Kilometer durch eine Hochfläche nördlich der Alaskakette in Richtung Westnordwest. Der North Fork Moose Creek trifft von Osten kommend auf den Moose Creek. Dieser setzt seinen Kurs nach Westen fort und verläuft 2 km vom Wonder Lake. Dort überquert die Straße vom Wonder Lake nach Kantishna den Fluss (⊙). Im Anschluss durchschneidet der Moose Creek die südwestlichen Ausläufer der Kantishna Hills. Bei Flusskilometer 68 befindet sich am rechten Flussufer der Ort Kantishna. 2 km weiter flussabwärts befindet sich am rechten Flussufer die Denali Backcountry Lodge und wenige Meter weiter der Kantishna Airport. Der Moose Creek wendet sich nun nach Norden und verlässt das Bergland. Er durchfließt das Tanana-Tiefland gesäumt von verlandeten Altarmen. Auf den unteren 40 Kilometern wendet sich der Fluss nach Nordnordosten. Auf den unteren 25 Kilometern beginnt der Moose Creek zu mäandern. Er mündet schließlich auf einer Höhe von 167 m in den Bearpaw River. An der Mündung befindet sich der verlassene Ort Diamond.

## Einzugsgebiet
Der Moose Creek entwässert ein Areal von etwa 525 km². Das Einzugsgebiet grenzt im Osten an das des oberstrom gelegenen Bearpaw River, im Südosten an das des Toklat River, im Süden an das des McKinley River sowie im Westen an das des Bear Creek.